# Igreja Nova, Alagoas
Igreja Nova là một đô thị ở bang Alagoas, Brasil. Toạ độ là 10º07'31" N và 36º39'43" T, độ cao 14 m trên mực nước biển.